# Kecamatan Paseh (distrikt i Indonesien, lat -6,79, long 108,02)
Kecamatan Paseh är ett distrikt i Indonesien.   Det ligger i provinsen Jawa Barat, i den västra delen av landet, 140 km öster om huvudstaden Jakarta.